# یوژف هادا
یوژف هادا (مجاری: Háda József; ۲ مارس ۱۹۱۱ – ۱۱ ژانویهٔ ۱۹۹۴) بازیکن فوتبال اهل مجارستان بود.
از باشگاه‌هایی که در آن بازی کرده‌است می‌توان به باشگاه فوتبال فرنتس‌واروش اشاره کرد.
وی همچنین در تیم ملی فوتبال مجارستان بازی کرده‌است.